# Helga
Helga je žensko osebno ime.

## Izvor imena
Ime Helga je prišlo k nam iz Nemčije. Po izvoru pa je to švedsko ime, ki ga razlagajo s švedsko besedo hailac v pomenu »zdrav, cel«. Ruska oblika staroskandinavskega imena Helga pa je Olga (Olъga).

## Različice imena
- ženske oblike imena: Helge, Helgi, Hilga, Ilga
- moške oblike imena: Helge, Helgo

## Tujejezikovne oblike imena
- pri Dancih: Helle
- pri Italijanih: Elga

## Pogostost imena
Po podatkih Statističnega urada Republike Slovenije je bilo na dan 31. decembra 2007 v Sloveniji število ženskih oseb z imenom Helga: 121.

## Osebni praznik
V koledarju je ime Helga zapisano 11. septembra (Helga, nemška spokornica, † 11. sept. 1115).

## Zanimivost
- Helga je ime asteroidu odkritem 10. januarja 1904, ki nosi mednarodno oznako: 522 Helga.